# 二九式150公厘迫擊炮
二九式150公厘迫擊炮是中華民國在抗戰期間以舊有砲管翻修改造的重迫擊炮，也是國民革命軍在抗日戰爭期間操作的最大口徑迫擊炮。

## 簡介
中國開發重型迫擊砲始於奉系主掌的遼寧迫擊砲廠，張作霖在民國十一年（1922）以1.5萬英鎊的高價聘請在中國各勢力轉戰的前英國陸軍軍官弗朗西斯·亞瑟·沙敦（中國簡稱沙敦）。沙敦在第一次世界大戰期間曾參與斯托克斯迫擊炮的量產，並以其功績獲得斯托克斯爵士授予斯托克斯迫擊炮在遠東與美國製作授權。
在任職遼寧迫擊炮廠期間，沙敦除了提供原版斯托克斯迫擊炮的製造設計圖外，另外因應張作霖需求客製化出一款口徑150公厘的重型迫擊砲，稱為遼造十一年式150公厘重迫擊砲，:53不過因為重量過重，後來由續任廠長，同時也是沙敦在瀋陽廠之助手李宜春開發以騾馬牽引的遼造十六年式150公厘重迫擊砲，搭配可裝載10發砲彈的彈藥車，但是火炮的基礎性能並無改變。
150重迫砲在第二次直奉戰爭中開始投入，各方軍閥對於該型武器的火力皆有深刻體認，包括晉系主政的太原兵工廠、西北軍控制的鞏縣兵工廠、陝西軍閥控制的華陰兵工廠等都有自行仿製，一般稱為十五生重迫擊砲。南京國民政府在北伐戰爭中奉軍的炮兵火力向來忌憚，中國南方兵工廠則缺乏足夠工業能量製造較為複雜的後膛重炮，但上海兵工廠與金陵兵工廠仍製造出了少量的150公厘重迫擊砲，配備給國民革命軍使用，主要以重迫砲營的編制配備給軍級部隊。
但是當時中國開發的重迫炮射程仍屬於前線支援武器，尺寸與重量上不適合步兵攜帶，因此需要挽馬運輸，並且還缺乏近代砲兵必備的觀測與瞄準設備，在1930年代初期國民政府控制的兵工廠已經陸續指示停產此裝備，到淞滬會戰時前線指揮官已經認為81迫砲較舊型重迫炮實用。
不過在抗戰期間，因為重火炮的匱乏，因此蔣中正責成兵工署恢復製造150公厘迫擊砲。俞大維回覆則表示150迫砲因性能較差早已停造，且製造原料皆需外購無法快速量產。為了解決重迫擊砲的需求，兵工署第五十兵工廠蒐羅庫存中各廠產製的200餘根150公厘迫擊炮炮管，將這些砲管統一翻修削切成152公厘，裝上彈簧制退複進機，並重新設計新型底座、雙腳架、瞄準鏡、新版鑄鐵砲彈等，使該型火炮滿足現代化迫擊砲的技術需求。但也因為是使用舊品重整，因此火炮在炮管尺寸與規格上有三種不同的規格，有1.9公尺、1.6公尺、1.45公尺。
兵工署開發的新型150公厘迫擊砲彈為鑄鐵材質，全重22公斤，採用在二十式82迫砲中放置的布朗德迫擊炮彈之二重引信提高安全性，內填裝4.4公斤TNT，搭配發射藥包則是從1號到8號，由於砲管長度不同，射程則從2,680到3,143公尺不等。
二九式迫擊炮在民國二十八年（1939）開始改造，二十九年（1940）正式制式化，稱為「二九式15公分迫擊砲」。並配發給國民革命軍重迫擊砲第一團（團長徐懋禧）、第二團（團長廖治民）、第三團（團長涂健），重迫砲團下的迫砲營編裝為8門迫擊砲，一團滿編可達24門二九式迫擊炮。重迫砲第一團後來空運印度編入中國駐印軍，改編為重迫擊砲第11團後換發M2型4.2英寸迫擊炮，因此實際配備的單位只有第二團、第三團。這兩團皆編入中國遠征軍，投入滇西緬北戰役，雖然遠征軍司令官陳誠認為在山地中十五公分重迫擊炮運動困難，但是到實戰時二九式在地勢崎嶇的雲南與緬甸山區中有著良好的火力支援效果。
抗戰結束後，使用二九式的重迫擊炮團都換用美造4.2英吋迫砲，而步兵團則換發射程更遠且便於機動的三三式120公厘迫擊炮。二九式雖然到抗戰勝利後仍有少量改造，但配發單位則未知。
| 二九式迫擊炮歷年修繳統計表 |      |      |      |      |      |      |      |      |      |            |
| 年份                       | 1939 | 1940 | 1941 | 1942 | 1943 | 1944 | 1945 | 1946 | 1947 | 總數（門） |
| 生產量                     | 86   | 0    | 47   | 1    | 38   | 40   | 69   | 9    | 9    | 299        |